# Willy Peters
Wilhelm Ferdinand Casper Joachim "Willy" Peters, född 31 januari 1915 i Stockholm, död 13 augusti 1976 i Stockholm, var en svensk skådespelare och regissör.

## Biografi
Peters studerade drama och teater för Julia Håkansson 1933–1935 och studerade även i Berlin och Wien. Hans radiodebut skedde redan 1933 när han medverkade som uppläsare av poesi och prosa och skulle sedan ofta anlitas just som poesiuppläsare i radio. Teaterdebuten kom 1934 med Stockholms studentteater. Han filmdebuterade 1935 i Per-Axel Branners Ungdom av idag och kom att medverka i drygt 60 filmer. Mellan 1936 och 1938 arbetade han som regiassistent åt Gösta Ekman. Han arbetade senare vid olika teatrar i Stockholm som både skådespelare och regissör. Åren 1955–1960 var han producent och regissör vid radioteatern, därefter var han verksam som produktionschef vid TV-teatern.  Han var från 1943 till sin död gift med skådespelaren Agneta Lagerfelt. Journalisten Christian Peters är deras son.
Willy Peters är begravd på Norra begravningsplatsen utanför Stockholm.

## Filmografi i urval
- 1935 – Ungdom av idag
- 1938 – Med folket för fosterlandet
- 1939 – Gubben kommer
- 1939 – Mot nya tider
- 1939 – Åh, en så'n grabb
- 1940 – Med dej i mina armar
- 1940 – Stål
- 1940 – Kronans käcka gossar
- 1940 – Romans
- 1940 – Hans Nåds testamente
- 1940 – Karl för sin hatt
- 1941 – Den ljusnande framtid
- 1941 – Uppåt igen
- 1941 – Bara en kvinna
- 1941 – Det sägs på stan
- 1941 – Lasse-Maja
- 1942 – En äventyrare
- 1942 – Det är min musik
- 1942 – Morgondagens melodi
- 1942 – Halta Lottas krog
- 1943 – Livet på landet
- 1943 – En flicka för mej
- 1943 – Elvira Madigan
- 1943 – Ombyte av tåg
- 1943 – I dag gifter sig min man
- 1944 – Fattiga riddare
- 1944 – Trut!
- 1945 – Maria på Kvarngården
- 1945 – En förtjusande fröken
- 1945 – I som här inträden
- 1945 – 13 stolar
- 1945 – Sussie
- 1946 – Försök inte med mej ..!
- 1947 – Den långa vägen
- 1948 – Var sin väg
- 1949 – Hur tokigt som helst
- 1949 – Jungfrun på Jungfrusund
- 1949 – Hin och smålänningen
- 1950 – Åsa-Nisse på jaktstigen
- 1951 – Livat på luckan
- 1952 – När syrenerna blomma
- 1952 – Åsa-Nisse på nya äventyr
- 1953 – Åsa-Nisse på semester
- 1954 – Åsa-Nisse på hal is
- 1954 – Flottans glada gossar
- 1954 – Simon syndaren
- 1955 – Flicka i kasern
- 1967 – En sån strålande dag
- 1968 – Skammen
- 1970 – Skräcken har 1000 ögon
- 1970 – Nana
- 1972 – Mannen från andra sidan

## TV-produktioner
- 1959 - Spatserkäppen
- 1962 – Halsduken (TV-serie)
- 1963 - Ett drömspel
- 1965 - Herr Dardanell och hans upptåg på landet
- 1966 - Patrasket
- 1967 - Drottningens juvelsmycke
- 1969 – Håll polisen utanför (TV-serie)
- 1970 – Röda rummet (TV-serie)
- 1971 – Amala Kamala
- 1972 – Barnen i Höjden (TV-serie)
- 1973 – Den vita stenen (TV-serie)
- 1974 - Erik XIV
- 1978 - Bröllopsfesten

## Regi
- 1962 – Krigsmans erinran (TV)
- 1963 – Skilsmässa (TV)

## Producent
- 1968 – H.C. Andersen-sagor (Sagor för barn mellan 4 och 80 år)
- 1969 – Kråkguldet (TV)

## Teater

### Roller (ej komplett)
| År   | Roll                          | Produktion                                                               | Regi              | Teater                                    |
| ---- | ----------------------------- | ------------------------------------------------------------------------ | ----------------- | ----------------------------------------- |
| 1937 | Joe                           | Därom tiger munnen (Un taciturne) Roger Martin du Gard                   | Per Lindberg      | Blancheteatern                            |
| 1938 | Charles Tritton               | Blåsten och regnet (The Wind and the Rain) Merton Hodge                  | Otto Salomon      | Nya Teatern                               |
| 1940 | Fouché                        | Jag – Kungen Brita von Horn                                              |                   | Dramatikerstudion                         |
| 1940 | Brian Curtis                  | Diana går på jakt (French Without Tears) Terence Rattigan                | Stig Torsslow     | Nya Teatern                               |
| 1940 | Carr                          | Grå gryning (Winterset) Maxwell Anderson                                 | Per-Axel Branner  | Nya Teatern                               |
| 1941 | Perdican                      | Lek ej med kärleken (On ne badine pas avec l'amour) Alfred de Musset     | Per-Axel Branner  | Nya Teatern                               |
| 1941 | Willmer                       | Kamraterna August Strindberg                                             | Per-Axel Branner  | Nya Teatern                               |
| 1941 | Robert Nicolai                | Hon som bär templet Karin Boye                                           | Börje Mellvig     | Nya Teatern Gästspel av Dramatikerstudion |
| 1941 | Fotbollsspelaren              | Det evigt manliga (The Male Animal) James Thurber och Elliott Nugent     | Stig Torsslow     | Vasateatern                               |
| 1941 | Redaktör Olson                | Revytidningen Taggen, revy Staffan Tjerneld                              | Per-Axel Branner  | Nya Teatern                               |
| 1941 | Magnus Gabriel De la Gardie   | Christina August Strindberg                                              | Per-Axel Branner  | Nya Teatern                               |
| 1942 | Georg                         | Stycken av ett mönster (Brudstykker af et mønster) Carl Erik Soya        | Per-Axel Branner  | Nya Teatern                               |
| 1942 | Notarien                      | Natten till den 17 januari (Night of January 16th) Ayn Rand              | Per-Axel Branner  | Nya Teatern                               |
| 1942 | Medverkande                   | Revytidningen Nya Taggen, revy Staffan Tjerneld                          | Per-Axel Branner  | Nya Teatern                               |
| 1943 | Bel-Narb                      | Arabernas tält (The Tents of the Arabs) Edward Dunsany                   | Per-Axel Branner  | Nya Teatern                               |
| 1943 | Robert Nicolai                | Jag har rätt att älska (La femme en fleur) Denys Amiel                   | Per-Axel Branner  | Nya Teatern                               |
| 1943 | Allmänne åklagaren            | I evighet amen (In Ewigkeit Amen) Anton Wildgans                         | Per-Axel Branner  | Nya teatern                               |
| 1943 | Norman Reese                  | Sex i elden (Out of the Frying Pan) Francis Swann                        | Per-Axel Branner  | Nya Teatern                               |
| 1943 | Herr Blink                    | Herr Blink går över alla gränser Lars-Levi Læstadius                     | Per Lindberg      | Vasateatern                               |
| 1944 | Medverkande                   | Tredje taggen, revy Staffan Tjerneld                                     | Per-Axel Branner  | Nya Teatern                               |
| 1944 | Allan Marsh                   | Ja och nej (Yes and No) Kenneth Horne                                    | Per-Axel Branner  | Nya Teatern                               |
| 1944 | Philinte                      | Misantropen (Le misanthrope) Molière                                     | Sam Besekow       | Nya Teatern                               |
| 1945 | Greve de Giray                | Kameliadamen (La Dame aux camélias) Alexandre Dumas d.y.                 | Per-Axel Branner  | Nya Teatern                               |
| 1945 | George Payne                  | Tobaksvägen (Tobacco Road) Jack Kirkland                                 | Per-Axel Branner  | Nya Teatern                               |
| 1946 | Lennart Westholm              | Aldrig en kvinna Ivan Oljelund                                           | Martha Lundholm   | Vasateatern                               |
| 1946 | Julien                        | Doris Marcel Thiébaut                                                    | Martha Lundholm   | Vasateatern                               |
| 1946 | Plom                          | Patrasket Hjalmar Bergman                                                | Anders Henriksson | Vasateatern                               |
| 1947 | Lord Windermere               | Solfjädern (Lady Windermere's Fan) Oscar Wilde                           | Martha Lundholm   | Vasateatern                               |
| 1948 | Falk                          | Kärlekens komedi (Kjærlighedens Komedie) Henrik Ibsen                    | Martha Lundholm   | Vasateatern                               |
| 1949 | Henri                         | Den lilla hyddan (La petite hutte) André Roussin                         | Per-Axel Branner  | Nya Teatern                               |
| 1951 | Henri                         | Strutsens ägg (Les Oeufs de l'autruche) André Roussin                    | Per Gerhard       | Nya Teatern                               |
| 1951 | Villebosse                    | Så tuktas kärleken (La repetition ou l'amour puni) Jean Anouilh          | Per-Axel Branner  | Nya Teatern                               |
| 1952 | Överste Wesley Breitenspiegel | Överstarnas kärlek (The love of four colonels) Peter Ustinov             | Per Gerhard       | Nya Teatern                               |
| 1952 | Cher Ami                      | Den eviga kärleken (Une femme libre) Armand Salacrou                     | Per Gerhard       | Vasateatern                               |
| 1952 | Kommissarie Massoubre         | I kväll i Samarkand (Ce soir à Samarkand) Jacques Deval                  | Per Gerhard       | Vasateatern                               |
| 1953 | Nicola                        | Hjältar (Arms and the Man) George Bernard Shaw                           | Per Gerhard       | Vasateatern                               |
| 1953 | Bell                          | Dårskapens timme (Lʼora della fantasia) Anna Bonacci                     | Per Gerhard       | Vasateatern                               |
| 1954 | Advokaten                     | Kärlekens vals (Zamore) Georges Neveux                                   | Per Gerhard       | Vasateatern                               |
| 1954 | Peter Northbrook              | Prins på vift (The Sleeping Prince) Terence Rattigan                     | Per Gerhard       | Vasateatern                               |
| 1954 | Kapten Fisby                  | Thehuset Augustimånen (The Teahouse of the August Moon) John Patrick     | Stig Olin         | Intiman                                   |
| 1955 | Monsieur de Sotenville        | I afton kl. 8: George Dandin (George Dandin ou le Mari confondu) Molière | Sam Besekow       | Alléteatern                               |
| 1955 | Fancy Dan                     | I afton kl. 8: Jag talar till dig (Talking to You) William Saroyan       | Hans Lagerkvist   | Alléteatern                               |
| 1955 | Giuseppe                      | I afton kl. 8: Ödets man (The Man of Destiny) George Bernard Shaw        | Isa Quensel       | Alléteatern                               |
| 1955 | Charles Winter                | I afton kl. 8: Familjealbumet (Family Album) Noël Coward                 | Sam Besekow       | Alléteatern                               |
| 1955 | David Prentice                | Simon och Laura (Simon and Laura) Alan Melville                          | Per-Axel Branner  | Lisebergsteatern                          |

### Regi (ej komplett)
| År   | Produktion                     | Upphovsmän                             | Teater         |
| ---- | ------------------------------ | -------------------------------------- | -------------- |
| 1958 | Bäddat för tre Monsieur Masure | Claude Magnier Översättning Eva Tisell | Programbolaget |

## Radioteater
| År   | Roll   | Produktion                       | Regi             |
| ---- | ------ | -------------------------------- | ---------------- |
| 1950 | Pinker | Det hemliga rummet Nigel Balchin | Henrik Dyfverman |

## Priser och utmärkelser
- 1943 - Gösta Ekman-priset

### Fotnoter
1. 1 2  ”Willy Peters”. Svensk Filmdatabas. http://sfi.se/sv/svensk-filmdatabas/Item/?type=PERSON&itemid=60086&ref=%2ftemplates%2fSwedishFilmSearchResult.aspx%3fid%3d1225%26epslanguage%3dsv%26searchword%3dwilly+peters%26type%3dPerson%26match%3dBegin%26page%3d1%26prom%3dFalse. Läst 14 augusti 2012.
2. ↑  ”Willy Peters avliden”. Sydsvenska Dagbladet. 14 augusti 1976.
3. ↑  Hitta graven
4. ↑  SvenskaGravar
5. ↑  Oscar Rydqvist (14 december 1937). ”Teater Musik Film: Nobelafton på Blancheteatern”. Dagens Nyheter:  s. 13. http://arkivet.dn.se/arkivet/tidning/1937-12-14/340/13. Läst 19 april 2016.
6. ↑  ”Blåsten och regnet”. Musik- och Teaterbiblioteket. https://calmview.musikverk.se/CalmView/Record.aspx?src=CalmView.Performance&id=PERF13857&pos=761. Läst 3 mars 2025.
7. ↑  Oscar Rydqvist (4 april 1940). ”Studiopremiär”. Dagens Nyheter:  s. 10. http://arkivet.dn.se/arkivet/tidning/1940-04-04/92/10. Läst 27 augusti 2015.
8. ↑  ”Diana går på jakt”. Musik och Teaterbiblioteket. https://calmview.musikverk.se/CalmView/Record.aspx?src=CalmView.Performance&id=PERF13883&pos=2. Läst 8 mars 2025.
9. ↑  ”Grå gryning”. Musik- och Teaterbiblioteket. https://calmview.musikverk.se/CalmView/Record.aspx?src=CalmView.Performance&id=PERF13900&pos=777. Läst 3 mars 2025.
10. ↑  Oscar Rydqvist (7 februari 1941). ”'Lek ej med kärleken' på Nya Teatern”. Dagens Nyheter:  s. 26. https://arkivet.dn.se/tidning/1941-02-07/36/26. Läst 9 mars 2025.
11. ↑  Oscar Rydqvist (7 mars 1941). ”'Kamraterna' på Nya teatern”. Dagens Nyheter:  s. 26. https://arkivet.dn.se/tidning/1941-03-07/64/24. Läst 9 mars 2025.
12. ↑  ”Hon som bär templet”. Musik- och Teaterbiblioteket. https://calmview.musikverk.se/CalmView/Record.aspx?src=CalmView.Performance&id=PERF15190&pos=1. Läst 9 mars 2025.
13. ↑  Oscar Rydqvist (6 april 1941). ”Boye och Oljelund i Dramatikerstudion”. Dagens Nyheter:  s. 6. https://arkivet.dn.se/tidning/1941-04-06/93/6. Läst 9 mars 2025.
14. ↑  ”'Det evigt manliga' på Vasateatern”. Dagens Nyheter:  s. 10. 28 juni 1941. http://arkivet.dn.se/arkivet/tidning/1941-06-28/172/10. Läst 25 augusti 2015.
15. ↑  Oscar Rydqvist (14 augusti 1941). ”'Revytidningen Taggen' på Nya teatern”. Dagens Nyheter:  s. 9. https://arkivet.dn.se/tidning/1941-08-14/218/9.
16. ↑  ”Kristina”. Musik- och Teaterbiblioteket. https://calmview.musikverk.se/CalmView/Record.aspx?src=CalmView.Performance&id=PERF13906&pos=783. Läst 3 mars 2025.
17. ↑  ”Stycken av ett mönster”. Musik- och Teaterbiblioteket. https://calmview.musikverk.se/CalmView/Record.aspx?src=CalmView.Performance&id=PERF13937&pos=785. Läst 9 mars 2025.
18. ↑  ”Natten till den 17 januari”. Musik- och Teaterbiblioteket. https://calmview.musikverk.se/CalmView/Record.aspx?src=CalmView.Performance&id=PERF13944&pos=953. Läst 13 mars 2025.
19. ↑  ”Revytidningen Nya Taggen”. Musik- och Teaterbiblioteket. https://calmview.musikverk.se/CalmView/Record.aspx?src=CalmView.Performance&id=PERF13948&pos=789. Läst 9 mars 2025.
20. ↑  ”Arabernas tält”. Musik- och Teaterbiblioteket. https://calmview.musikverk.se/CalmView/Record.aspx?src=CalmView.Performance&id=PERF13991&pos=958. Läst 12 mars 2025.
21. ↑  ”Jag har rätt att älska”. Musik- och Teaterbiblioteket. https://calmview.musikverk.se/CalmView/Record.aspx?src=CalmView.Performance&id=PERF13993&pos=959. Läst 12 mars 2025.
22. ↑  ”Tysk rapsodi”. Dagens Nyheter:  s. 9. 13 maj 1943. http://arkivet.dn.se/tidning/1943-05-13/128/9. Läst 15 mars 2017.
23. ↑  ”I evighet amen”. Musik- och Teaterbiblioteket. https://calmview.musikverk.se/CalmView/Record.aspx?src=CalmView.Performance&id=PERF13994&pos=960. Läst 12 mars 2025.
24. ↑  ”I evighet amen”. Musik- och Teaterbiblioteket. https://calmview.musikverk.se/CalmView/Record.aspx?src=CalmView.Performance&id=PERF13994&pos=960. Läst 12 mars 2025.
25. ↑  Oscar Rydqvist (26 maj 1943). ”'Sex i elden' på Nya teatern”. Dagens Nyheter:  s. 10. https://arkivet.dn.se/tidning/1943-05-26/141/10. Läst 12 mars 2025.
26. ↑  ”Herr Blink går över alla gränser”. Musikverket. http://calmview.musikverk.se/CalmView/Record.aspx?src=CalmView.Performance&id=PERF14112&pos=431. Läst 3 maj 2016.
27. ↑  ”Tredje Taggen”. Musik- och Teaterbiblioteket. https://calmview.musikverk.se/CalmView/Record.aspx?src=CalmView.Performance&id=PERF14000&pos=965. Läst 14 mars 2025.
28. ↑  Oscar Rydqvist (12 februari 1944). ”'Tredje Taggen' på Nya Teatern”. Dagens Nyheter:  s. 9. https://arkivet.dn.se/tidning/1944-02-12/11161-41/9. Läst 14 mars 2025.
29. ↑  ”Ja och nej”. Musik- och Teaterbiblioteket. https://calmview.musikverk.se/CalmView/Record.aspx?src=CalmView.Performance&id=PERF14001&pos=966. Läst 14 mars 2025.
30. ↑  Sten af Geijerstam (3 september 1944). ”Teater Musik Film: 'Ja och nej' på Nya Teatern”. Dagens Nyheter:  s. 14. https://arkivet.dn.se/tidning/1944-09-03/11161-239/14. Läst 14 mars 2025.
31. ↑  ”Misantropen”. Musik- och Teaterbiblioteket. https://calmview.musikverk.se/CalmView/Record.aspx?src=CalmView.Performance&id=PERF14002&pos=967. Läst 14 mars 2025.
32. ↑  Sten af Geijerstam (8 oktober 1944). ”Tre teaterpremiärer”. Dagens Nyheter:  s. 22. https://arkivet.dn.se/tidning/1944-10-08/11161-274/22. Läst 14 mars 2025.
33. ↑  ”Kameliadamen”. Musik- och Teaterbiblioteket. https://calmview.musikverk.se/CalmView/Record.aspx?src=CalmView.Performance&id=PERF14005&pos=970. Läst 15 mars 2025.
34. ↑  ”Tobaksvägen”. Musik- och Teaterbiblioteket. https://calmview.musikverk.se/CalmView/Record.aspx?src=CalmView.Performance&id=PERF14006&pos=971. Läst 15 mars 2025.
35. ↑  ”Aldrig en kvinna”. Musikverket. http://calmview.musikverk.se/CalmView/Record.aspx?src=CalmView.Performance&id=PERF14097&pos=15. Läst 5 juli 2015.
36. ↑  ”Doris”. Musikverket. http://calmview.musikverk.se/CalmView/Record.aspx?src=CalmView.Performance&id=PERF14096&pos=443. Läst 5 maj 2016.
37. ↑  ”Patrasket”. Musikverket. http://calmview.musikverk.se/CalmView/Record.aspx?src=CalmView.Performance&id=PERF14154&pos=444. Läst 5 maj 2016.
38. ↑  Manstad, Margit (1987). Och vinden viskade så förtroligt. Stockholm: Läsförlaget AB. sid. 230. Libris 7673797. ISBN 91-7902-067-4
39. ↑  ”Kärlekens komedi”. Musikverket. http://calmview.musikverk.se/CalmView/Record.aspx?src=CalmView.Performance&id=PERF14122&pos=447. Läst 5 maj 2016.
40. ↑  ”Den lilla hyddan”. Musik- och Teaterbiblioteket. https://calmview.musikverk.se/CalmView/Record.aspx?src=CalmView.Performance&id=PERF14143&pos=991. Läst 20 april 2025.
41. ↑  Ebbe Linde (5 maj 1949). ”'Den lilla hyddan' på Nyan”. Dagens Nyheter:  s. 6. https://arkivet.dn.se/tidning/1949-05-05/11161-119/6. Läst 20 april 2025.
42. ↑  ”Teaterannons”. Dagens Nyheter:  s. 28. 15 september 1949. https://arkivet.dn.se/tidning/1949-09-15/11161-249/28. Läst 20 april 2025.
43. ↑  ”Strutsens ägg”. Musik- och Teaterbiblioteket. https://calmview.musikverk.se/CalmView/Record.aspx?src=CalmView.Performance&id=PERF14175&pos=837. Läst 12 juli 2025.
44. ↑  Sven Barthel (29 april 1951). ”Allvarlig komedi på Nyan”. Dagens Nyheter:  s. 13. https://arkivet.dn.se/tidning/1951-04-29/11161-114/13. Läst 12 juli 2025.
45. ↑  ”Så tuktas kärleken”. Musik- och Teaterbiblioteket. https://calmview.musikverk.se/CalmView/Record.aspx?src=CalmView.Performance&id=PERF14179&pos=838. Läst 12 juli 2025.
46. ↑  Sven Barthel (22 september 1951). ”Anouilh-komedi på Nya teatern”. Dagens Nyheter:  s. 7. https://arkivet.dn.se/tidning/1951-09-22/11161-256/7. Läst 12 juli 2025.
47. ↑  ”Överstarnas kärlek”. Musik- och Teaterbiblioteket. https://calmview.musikverk.se/CalmView/Record.aspx?src=CalmView.Performance&id=PERF14182&pos=840. Läst 12 juli 2025.
48. ↑  Sven Barthel (19 januari 1952). ”'Översternas kärlek' på Nyan”. Dagens Nyheter:  s. 19. https://arkivet.dn.se/tidning/1952-01-19/11161-18/19. Läst 12 juli 2025.
49. ↑  ”Den eviga kärleken”. Musikverket. http://calmview.musikverk.se/CalmView/Record.aspx?src=CalmView.Performance&id=PERF14101&pos=460. Läst 5 maj 2016.
50. ↑  ”I kväll i Samarkand”. Musikverket. http://calmview.musikverk.se/CalmView/Record.aspx?src=CalmView.Performance&id=PERF14105&pos=462. Läst 5 maj 2016.
51. ↑  ”Hjältar”. Musikverket. http://calmview.musikverk.se/CalmView/Record.aspx?src=CalmView.Performance&id=PERF14108&pos=463. Läst 6 maj 2016.
52. ↑  ”Dårskapens timme”. Musikverket. http://calmview.musikverk.se/CalmView/Record.aspx?src=CalmView.Performance&id=PERF14094&pos=465. Läst 6 maj 2016.
53. ↑  ”Kärlekens vals”. Musikverket. http://calmview.musikverk.se/CalmView/Record.aspx?src=CalmView.Performance&id=PERF14119&pos=466. Läst 6 maj 2016.
54. ↑  Ebbe Linde (18 september 1954). ”Prins på vift”. Dagens Nyheter:  s. 9. http://arkivet.dn.se/arkivet/tidning/1954-09-18/253/9. Läst 22 augusti 2015.
55. ↑  ”Théhuset har öppnat igen”. Dagens Nyheter:  s. 23. 28 augusti 1955. http://arkivet.dn.se/arkivet/tidning/1955-08-28/232/23. Läst 22 augusti 2015.
56. ↑  ”Ett handtag åt enaktaren”. Dagens Nyheter:  s. 18. 2 januari 1955. http://arkivet.dn.se/arkivet/tidning/1955-01-02/1/18. Läst 20 januari 2016.
57. ↑  ”Bäddat för tre”. Musik & Teaterbiblioteket. https://calmview.musikverk.se/CalmView/Record.aspx?src=CalmView.Performance&id=PERF19674&pos=2. Läst 10 maj 2025.
58. ↑  ”Höstpremiär i Sveg”. Dagens Nyheter:  s. 17. 3 september 1958. https://arkivet.dn.se/tidning/1958-09-03/11165-238/17. Läst 10 maj 2025.
59. ↑  ”Radioprogrammet”. Dagens Nyheter:  s. 30. 30 mars 1950. https://arkivet.dn.se/tidning/1950-03-30/86/30. Läst 19 december 2021.